# 로탈

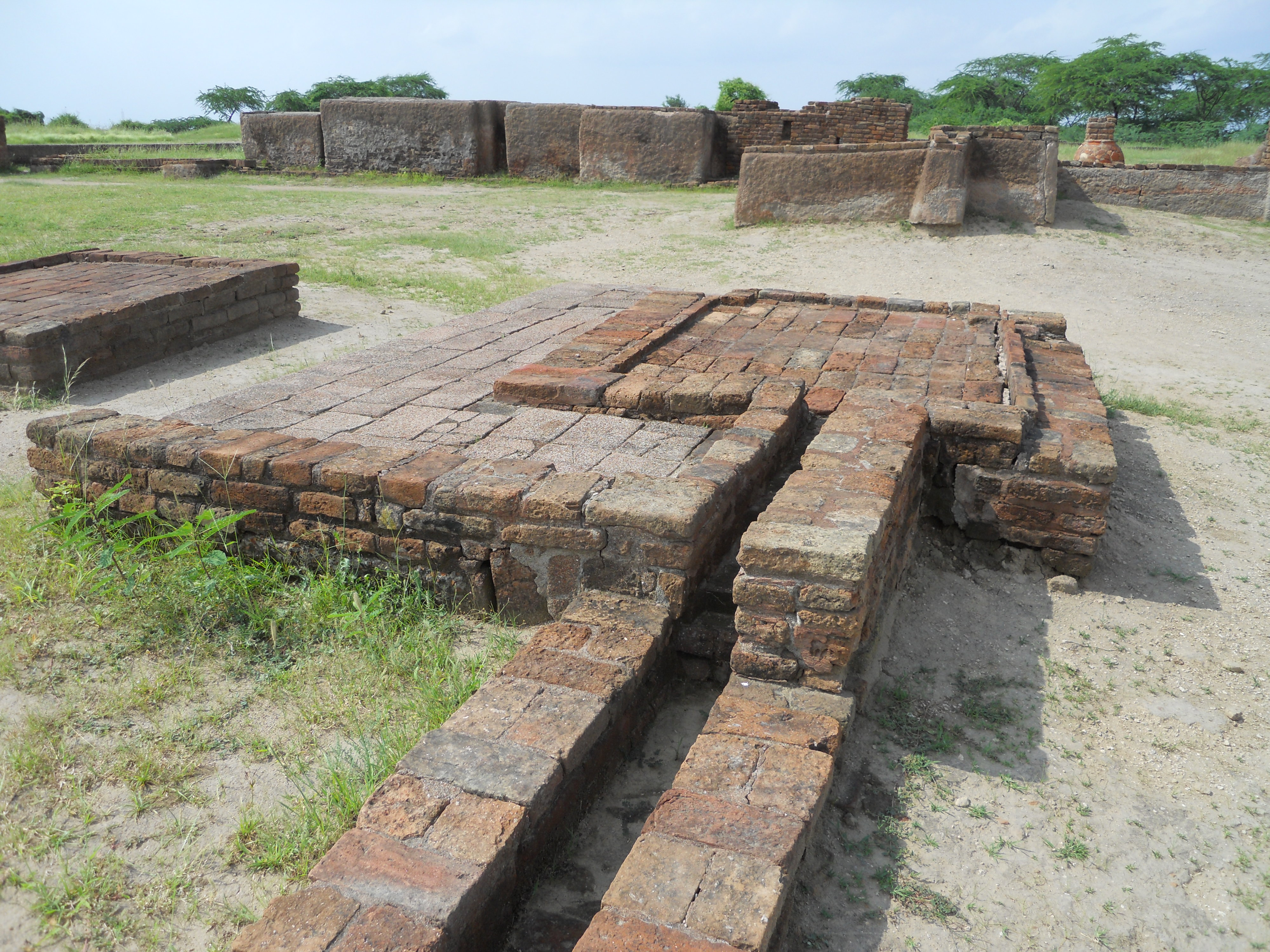

로탈(Lothal, IPA: [loˑt̪ʰəl])은 인도 구자라트주의 발 지역에 위치한 고대 인더스 계곡 문명의 최남단 유적지 중 하나였다. 도시 건설은 기원전 2200년경에 시작된 것으로 여겨진다.
고대 기념물을 보존하기 위한 인도 정부의 공식 기관인 인도 고고학 조사(ASI)는 1954년에 로탈을 발견했다. 로탈에서의 발굴 작업은 1955년 2월 13일에 시작되어 1960년 5월 19일까지 계속되었다. 도시를 무역로에 있는 사바르마티 강의 고대 수로와 연결하는 최초의 알려진 부두. 이 무역로는 Sindh(파키스탄)의 하라판(Harappan) 도시와 오늘날 주변의 쿠치(Kutch) 사막이 아라비아해의 일부인 사우라슈트라(Saurashtra) 반도 사이에 뻗어 있다. 그러나 이 해석은 이집트 와디 알자프(Wadi al-Jarf)에 있는 쿠푸의 홍해 항구가 기원전 2580년에서 2550년 사이에 건설된 더 오래되었으며 로탈은 비교적 작은 마을이었다고 주장하는 다른 고고학자들에 의해 도전을 받았다. 도크"는 주로 관개 탱크였다.
고아의 국립해양학연구소는 직사각형 구조에서 유공충(해양 미세화석)과 소금, 석고 결정을 발견했는데, 이는 한때 바닷물이 그 구조를 가득 채웠고 틀림없이 조선소였다는 것을 분명하게 보여준다.
로탈은 고대에 중요하고 번성한 무역 중심지였으며, 구슬, 보석 및 귀중한 장신구 무역이 서아시아와 아프리카의 먼 구석까지 도달했다. 구슬 만들기와 야금술을 위해 개척한 기술과 도구는 4000년이 넘는 시간의 시험을 견뎌왔다.
로탈은 아마다바드(Ahmedabad) 지역의 돌카 탈루카(Dholka Taluka)에 있는 사라그왈라(Saragwala) 마을 근처에 위치하고 있다. 아마다바드-바브나가르(Ahmedabad-Bhavnagar) 철도 노선의 로탈-부르키(Lothal-Bhurkhi) 기차역에서 남동쪽으로 6km 떨어져 있다. 또한 아마다바드(85km/53마일), 바브나가르(Bhavnagar), 라지코트(Rajkot) 및 돌카(Dholka) 시까지 전천후 도로로 연결되어 있다. 가장 가까운 도시는 돌카와 바고다라(Bagodara)이다. 1961년 발굴을 재개한 고고학자들은 마운드의 북쪽, 동쪽, 서쪽 측면에 가라앉은 참호를 발굴하여 부두와 강을 연결하는 입구 수로와 널라("협곡" 또는 "도랑")를 밝혀냈다. 발견물은 마운드, 마을, 시장 및 '도크'로 구성된다. 발굴된 지역 옆에는 인도에서 가장 유명한 하라파 시대 유물 컬렉션이 전시되어 있는 고고학 박물관이 있다.
로탈 유적지는 2014년 4월 유네스코 세계문화유산으로 지정되었으며 현재 유네스코 잠정 목록에 등재되어 있다.